# Mario Bergamini
Mario Bergamini (* 22. Januar 1900 in Papozze; † 28. März 1987 in Desenzano) war ein italienischer Radrennfahrer.

## Sportkarriere
Mario Bergamini war Profiradsportler von 1920 bis 1935. In seinem ersten Profijahr wurde er italienischer Meister im Sprint der Neoprofis, 1928 und 1930 wurde er nationaler Meister der Profis. Er startete fünfmal bei UCI-Bahn-Weltmeisterschaften, ohne sich jedoch vorne platzieren. 1929 gewann er zudem den Grand Prix de l’UVF, ein damals renommiertes Sprint-Turnier. Den Großen Preis des italienischen Radsportverbandes (ein international besetztes Einladungsturnier) gewann er 1917 und 1921. Bergamini erlitt bei einem Bahnrennen einen schweren Sturz, der zur Folge hatte, dass sein rechtes Bein um 10 Zentimeter kürzer wurde. Er konstruierte eine dem Bein angepasste Kurbel und bestritt weiterhin Radrennen.
Wenige Male bestritt Bergamini auch Straßenrennen. 1925 wurde er 31. bei Mailand–Sanremo.